# Paul di Resta
Paul di Resta, britanski dirkač Formule 1, * 16. april 1986, Uphall, Škotska, Združeno kraljestvo.
Di Resta je v sezoni 2011 debitiral v Formuli 1, v moštvu Force India po tem, ko je bil v sezoni 2010 testni in tretji dirkač moštva. Že na svoji prvi dirki v kariere za Veliko nagrado Avstralije se je uvrstil med dobitnike točk z desetim mestom, kar mu je v sezoni uspelo še sedemkrat. Rezultat sezone je s šestim mestom dosegel na dirki za Veliko nagrado Singapurja, skupno pa zasedel trinajsto mesto v prvenstvu s 27-imi točkami. V sezoni 2012 je osvojil štirinajsto mesto v dirkaškem prvenstvu s 46-imi točkami in najboljšo uvrstitvijo četrtim mestom na dirki za Veliko nagrado Singapurja.

## Rezultati Formule 1
(legenda) (odebeljene dirke pomenijo najboljši štartni položaj, poševne pa najhitrejši krog, †-uvrščen kljub odstopu)
| Leto | Moštvo                     | Šasija            | Motor                           | 1      | 2       | 3      | 4       | 5      | 6      | 7      | 8     | 9      | 10      | 11      | 12      | 13      | 14      | 15     | 16     | 17     | 18     | 19     | 20     | Prv | Toč |
| ---- | -------------------------- | ----------------- | ------------------------------- | ------ | ------- | ------ | ------- | ------ | ------ | ------ | ----- | ------ | ------- | ------- | ------- | ------- | ------- | ------ | ------ | ------ | ------ | ------ | ------ | --- | --- |
| 2010 | Force India F1 Team        | Force India VJM03 | Mercedes FO 108X 2.4 V8         | BAH    | AVS TD  | MAL TD | KIT TD  | ŠPA TD | MON    | TUR    | KAN   | EU TD  | VB TD   | NEM     | MAD TD  | BEL     | ITA TD  | SIN    | JAP    | KOR    | BRA    | ABU    |        | –   | –   |
| 2011 | Force India F1 Team        | Force India VJM04 | Mercedes FO 108Y 2.4 V8         | AVS 10 | MAL 10  | KIT 11 | TUR Ret | ŠPA 12 | MON 12 | KAN 18 | EU 14 | VB 15  | NEM 13  | MAD 7   | BEL 11  | ITA 8   | SIN 6   | JAP 12 | KOR 10 | IND 13 | ABU 9  | BRA 8  |        | 13. | 27  |
| 2012 | Sahara Force India F1 Team | Force India VJM05 | Mercedes FO 108Z 2.4 V8         | AVS 10 | MAL 7   | KIT 12 | BAH 6   | ŠPA 14 | MON 7  | KAN 11 | EU 7  | VB Ret | NEM 11  | MAD 12  | BEL 10  | ITA 8   | SIN 4   | JAP 12 | KOR 12 | IND 12 | ABU 9  | ZDA 15 | BRA 19 | 14. | 46  |
| 2013 | Sahara Force India F1 Team | Force India VJM06 | Mercedes FO 108Z 2.4 V8         | AVS 8  | MAL Ret | KIT 8  | BAH 4   | ŠPA 7  | MON 9  | KAN 7  | VB 9  | NEM 11 | MAD 18† | BEL Ret | ITA Ret | SIN 20† | KOR Ret | JAP 11 | IND 8  | ABU 6  | ZDA 15 | BRA 11 |        | 12. | 48  |
| 2017 | Williams Martini Racing    | Williams FW40     | Mercedes M08 EQ Power+ 1.6 V6 t | AVS    | KIT     | BAH    | RUS     | ŠPA    | MON    | KAN    | AZE   | AVT    | VB      | MAD Ret | BEL     | ITA     | SIN     | MAL    | JAP    | ZDA    | MEH    | BRA    | ABU    | -   | 0   |